# 큰부리새자리
큰부리새자리(Tucana [tuːˈkɑːnə], [-ˈkeɪnə], [-ˈkænə])는 남쪽 하늘의 별자리이다.

## 별과 천체
- 큰부리새자리 알파:2.87등급으로 큰부리새자리에서 가장 밝다.
- 큰부리새자리 베타:베타-1,베타-2,베타-3으로 이루어져 있으며 이들은 각각 쌍성이다.(총 6중성계)
- 큰부리새자리 카파:쌍성.
- 큰부리새자리 DM:변광성.
- 큰부리새자리 남쪽에는 소마젤란 은하가 위치한다.우리 은하의 위성 은하로서 시지름이 5도에 달할 정도로 크다.
  - NGC 249:성운
  - NGC 261:성운
  - NGC 346:성운
  - NGC 371:성단
  - NGC 376:성단
  - NGC 395:성단
  - NGC 411:구상 성단
  - NGC 419:구상 성단
  - NGC 456:성단들
- NGC 104 (47 Tucanae,큰부리새자리 47.하늘에서 두 번째로 밝은 구상성단이다.): 구상성단.
- NGC 362: 소마젤란은하 근처에 위치한다. 그러나 소마젤란 은하의 구성원은 아니다.
- 큰부리새자리 왜소은하:1990년에 발견되었다.
- NGC 7329:은하.
- IC 5250:은하.

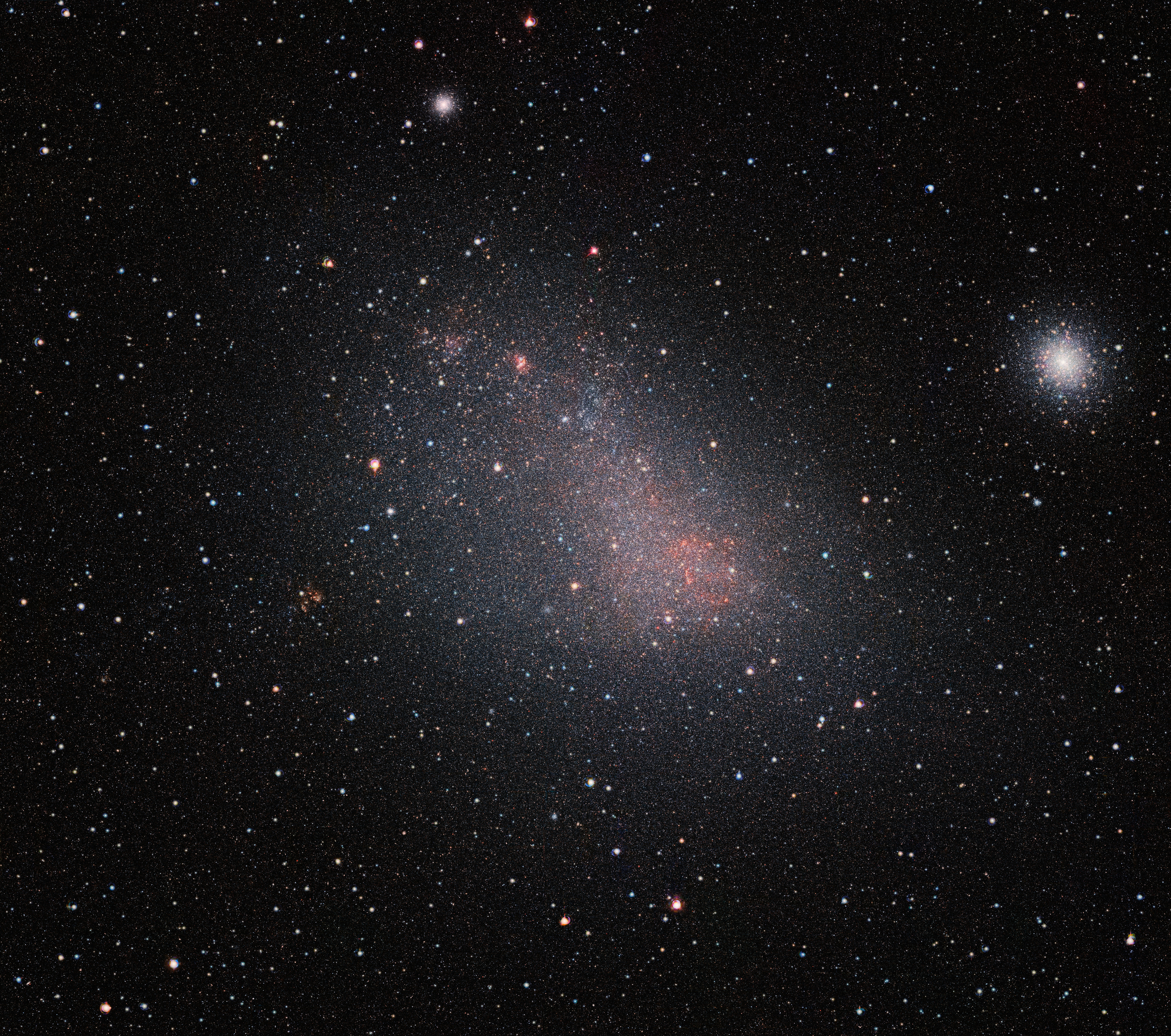
소마젤란 은하
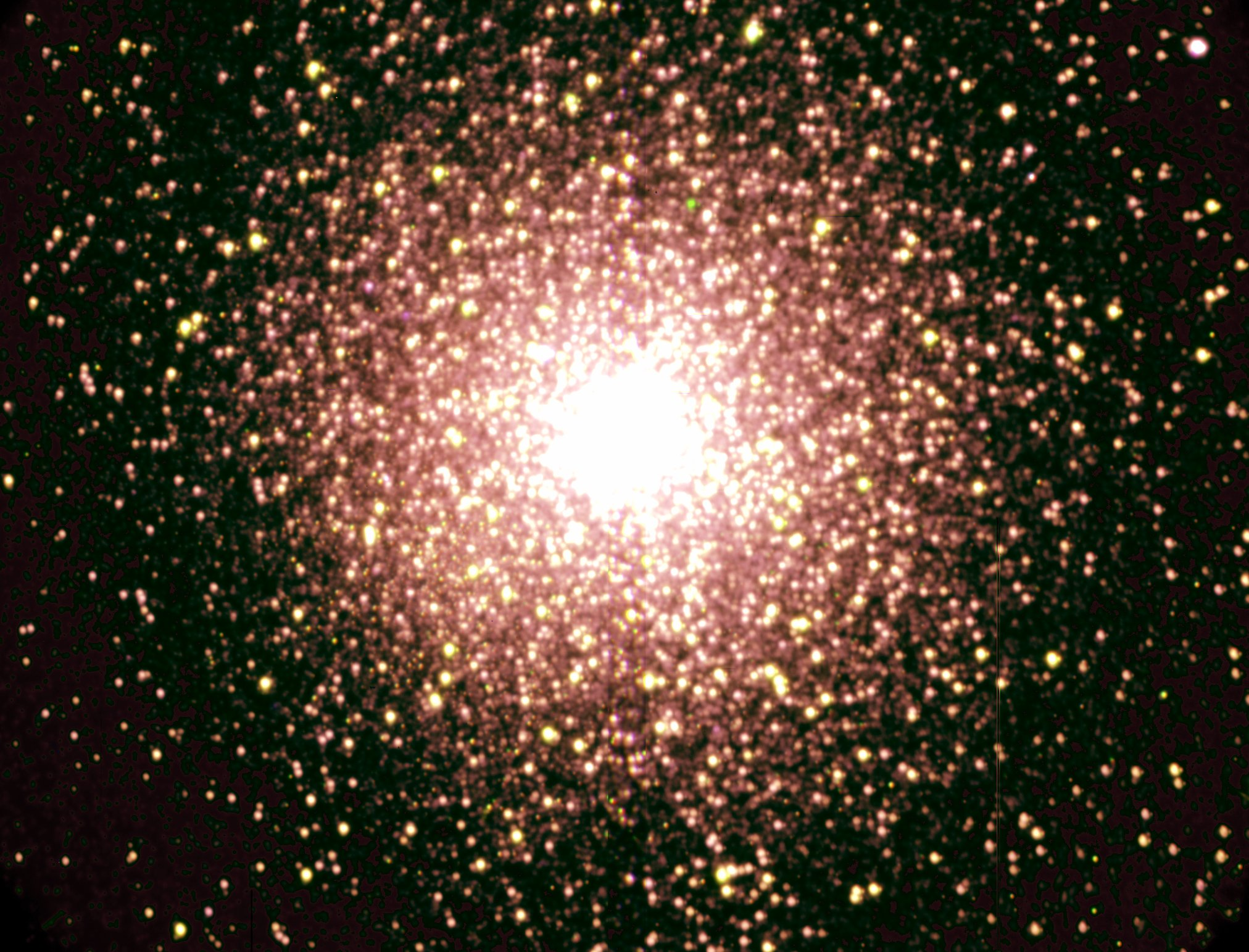
NGC 104 구상성단

## 신화와 역사

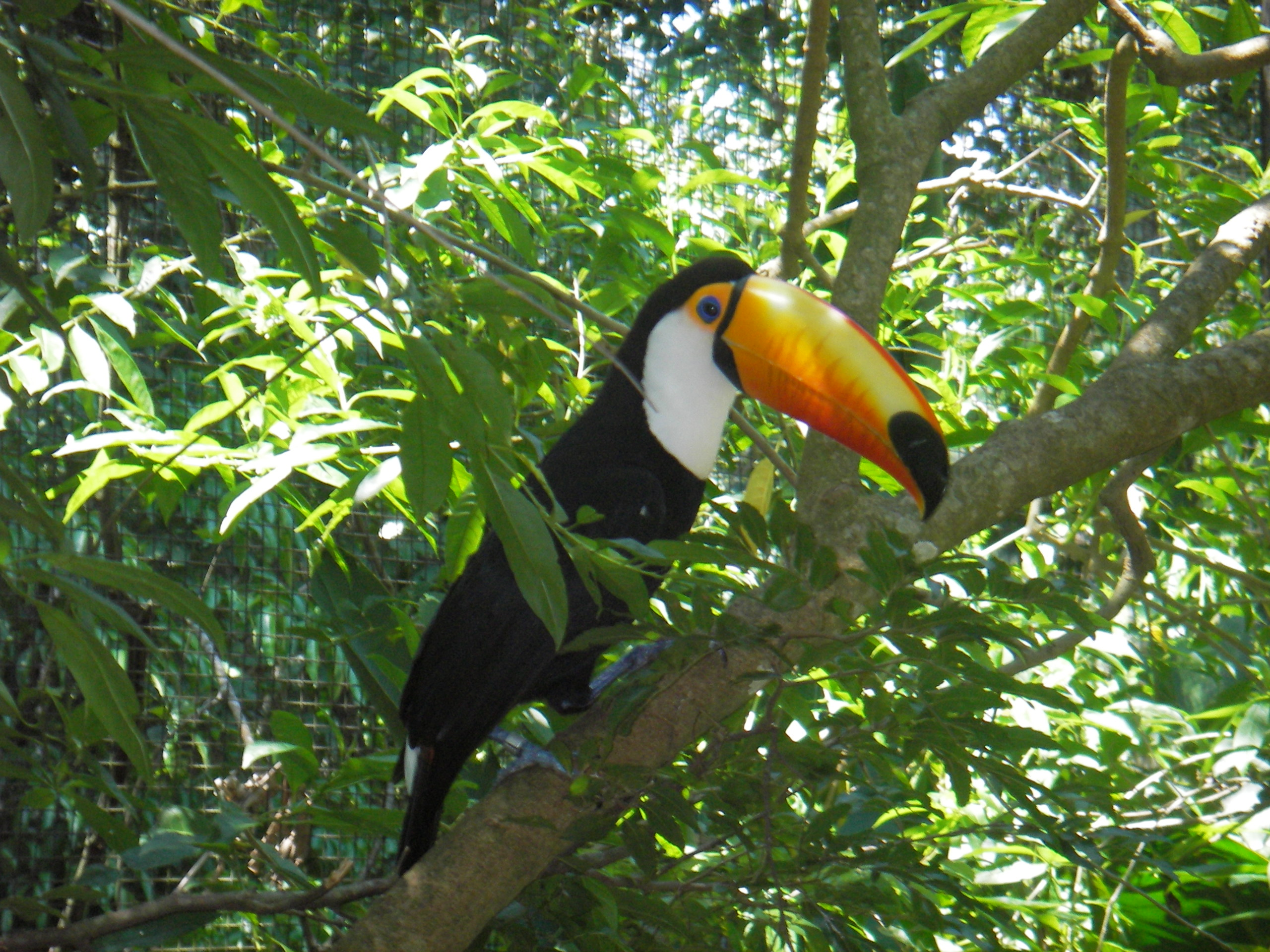
큰부리새

큰부리새자리는 두 명의 탐험가(Pieter Dirkszoon Keyser, Frederick de Houtman)에 의해 1595년 ~ 1597년 사이에 만들어져 1603년 요한 바이어의 《우라노메트리아》에 실린 12개 별자리 중 하나이다. 이들 중 대부분은 16세기의 탐험가들이 마주친 것들을 따라 명명되었다. (극락조, 카멜레온, 큰부리새, 날치 등이 그 예이다.)
17세기에 만들어졌으므로 관련된 신화는 없다.